# Gudisilahalli, Chintamani
Gudisilahalli là một làng thuộc tehsil Chintamani, huyện Kolar, bang Karnataka, Ấn Độ.